# آيت الفرسي (واد إشم)
آيت الفرسي هو دُوَّار يقع بجماعة آيت الفرسي، إقليم تنغير، جهة درعة تافيلالت في المملكة المغربية. ينتمي الدوّار لمشيخة واد إشم التي تضم 8 دواوير. يقدر عدد سكانه بـ 1196 نسمة حسب الإحصاء الرسمي للسكان والسكنى لسنة 2004.

## وصلات خارجية
- البوابة الوطنية للجماعات الترابية
- المندوبية السامية للتخطيط